# モンゴル語族
モンゴル語族（モンゴルごぞく）は、モンゴル高原（モンゴル国と中国の内モンゴル自治区）を中心に、中央ユーラシアの各地で話される語族である。
モンゴル語族諸言語は、母音調和を行うこと、語彙的意味を持つ名詞や動詞の語幹に文法的意味を持つ接尾辞が次々と付けられる膠着語であることなど、文法の類型上、テュルク語族やツングース語族とよく似ており、これらを総称してアルタイ諸語とする学者もいるが、広く認められる段階にはない。

## 分布
モンゴル諸語を話す人々の一般的な民族分類に従い、東から順にあげる。
- ダウール語（達斡爾語、ダフール語、ダグル語）
中国の内モンゴル自治区東部と、新疆ウイグル自治区塔城県に住むダウール族（達斡爾族）。
- ブリヤート語（ブリヤート・モンゴル語）
ロシアのブリヤート共和国やその周辺に住むブリヤート人（ブリヤート・モンゴル人）、バルガ族。
- モンゴル語（蒙古語）
モンゴル国と中国内モンゴル自治区を中心とした地域に住むモンゴル民族（蒙古族）。
- トンシャン語（東郷語、サンタ語）
中国甘粛省臨夏回族自治州の東郷族自治県のトンシャン族（東郷族）。
- バオアン語（保安語）
中国甘粛省臨夏回族自治州の積石山保安族東郷族撒拉族自治県のバオアン族（保安族）。
- 康家語（康家語）
中国青海省黄南蔵族自治州の尖扎県の回族
- 東部ユグル語（シラ・ユグル語、東部裕固語）
中国甘粛省の粛南裕固族自治県の裕固族（ユグル族）のうち東部に住む諸部族。
- 土族語
中国青海省の互助土族自治県および民和回族土族自治県の土族（トゥ族）。
- オイラト語
青海省の一部と中国新疆の北部に住むオイラト人。ロシアのカルムイク人によるカルムイク語はこの下位方言。
- モゴール語
アフガニスタン北西部ヘラート州の周辺の山間部に住むモゴール人（Mughals）。

## 分類
分類と話者数はJanhunen (2006)による。ただし、南部モンゴル語群については、Nugteren (2011)による。
モンゴル語族
- ダウール語 (96,000人)
- 中央モンゴル語群
  - カムニガンモンゴル語（英語版）(エヴェンキ族によって話される)(2,000人)
  - ブリヤート語 (330,000人)
  - 標準モンゴル語 (5,200,000人)
  - 東部・中部方言
    - ハルハ方言（英語版）
    - チャハル方言
    - コーチン方言（英語版）

  - オルドスモンゴル語 (123,000人)
  - オイラト語 (カルムイク語含む) (360,000人)
- 南部モンゴル語群（英語版）
  - 東部ユグル語 (4,000人)
  - Shirongolic
    - モングォル語 (150,000人)
    - バオアン語 (6,000人)
    - サンタ語 (200,000人)
    - 康家語 (1,000人)
- モゴール語 (200人)[要出典]

## 文字と文献
モンゴル民族がモンゴル諸語を文字で表記することは、1204年にチンギス・ハーンがナイマンを破ってウイグル語を使う書記官を捕虜とし、文字により言葉を記録することの利を理解して諸子にウイグル文字を学ばせたのが始まりであると歴史書には記録されている。現存する最古のモンゴル語文献資料は、1224年頃に建てられたと見られる「チンギス・ハーン碑文」ことイェスンゲ紀功碑である。しかしながら、絶対年代が明確である現存資料としては、1246年11月11日の紀年を持つモンゴル帝国のハーン、グユクによるローマ教皇インノケンティウス4世に宛てた勅書に推された玉璽の銘文が最古の（ウイグル式）モンゴル文字モンゴル語の資料である。
ただし、中国資料に記録された契丹の言語にあてられた漢字がモンゴル語で解釈できるという説があり、将来、契丹文字が完全に解読されて契丹語がモンゴル諸語に属すると証明されれば、契丹文字碑文が現存する最古のモンゴル諸語文献ということになる。
13世紀後半にはチンギスの孫クビライに仕えたチベット仏教の高僧パクパ（パスパ）がチベット文字をもとにしてパスパ文字を考案したが、元の終焉とともに廃れた。現在も内モンゴルで使われ、モンゴル国で使用の是非が議論されているモンゴル文字は、チンギス・ハーン以来のウイグル式文字である。
ソ連領内で使われるブリヤート語とカルムイク語、並びに同国に影響を強く受けたモンゴル国のハルハ・モンゴル語もキリル文字による言文一致の正書法が考案された。ブリヤート語は36文字、カルムイク語は39文字、ハルハ・モンゴル語は35文字である。
なお、上の分類で「孤立的諸言語」とされた諸言語はいずれも文字をもたず、伝統的な書き言葉をもってこなかったが、中国内のモンゴル諸語では、ラテン文字のアルファベットを用いて書き言葉を創り出す努力が払われている。